# Antonio Zirardini
Antonio Zirardini (né en décembre 1725 à Ravenne  en Émilie-Romagne, alors dans les États pontificaux  et mort le 31 mars 1785 dans la même ville) est un historien, jurisconsulte, érudit et archéologue italien.

## Biographie
Antonio Zirardini nait à Ravenne, dans les derniers jours de l’année 1725,, d’une famille patricienne, et reçut au baptême les noms de Philippe-Antoine ; mais il ne conserva que le dernier. Ayant achevé ses humanités au séminaire de sa ville natale, il fit son cours de droit, et en 1749 reçut le laurier doctoral. Son goût le portait vers les recherches historiques et l’ancienne jurisprudence. Il ne tarda pas à s’apercevoir que pour y faire des progrès, il devait posséder à fond la langue grecque ; et il se rendit à Rome, où il passa trois ans dans la société des hommes les plus instruits, travaillant sans relâche à perfectionner ses connaissances. 
De retour dans sa patrie, il se chargea d’expliquer les Institutes au collège des Nobles. Il eut part à la description des anciens monuments découverts à Classe, près de la basilique des Camaldules. Le cardinal Enriquez, légat à Ravenne, désirant voir paraître une nouvelle édition de l’Histoire de cette ville, par Jérôme Rossi, en confia le soin à Zirardini. La mort inopinée du prélat fit évanouir ce projet : mais Zirardini publia le résultat de ses recherches sous ce titre : Degli antichi edifizi profani di Ravenna libri due, Faenza, 1762, in-4°. Cet ouvrage, accueilli des savants, étendit la réputation de l’auteur. Les académies de Parme et de Pavie s’empressèrent de lui offrir des chaires de droit ; mais son attachement pour son pays lui fit refuser ces emplois. Revêtu plusieurs fois de la charge de podestat, Zirardini la remplit avec honneur. Il mourut en 1784, à Ravenne et fut enterré à la Basilique Saint-François de Ravenne.

## Œuvres
Outre l’ouvrage dont on a parlé, on connaît de lui :
- Imperatorum Theodosii Junioris et Valentiniani III novellæ leges cæteris antejustinianeis, quæ in Lipsiensi anni 1745, vel in anterioribus editionibus vulgatæ sunt, addendæ, Faenza, 1766, in-8°. L’éditeur les avait tirées d’un manuscrit du cardinal Ottoboni ; et il les accompagna d’un savant commentaire. Ces Novelles reparurent l’année suivante, par les soins d’Amaduzzi, avec des notes très-érudites.
- Dissertazione sopra il passo dell’anonimo valesiano[4] ove dice : Ergo Theodoricus, dato consulatu Eutharico, Romæ et Ravennæ triumphavit. Cette dissertation est insérée dans le tome 2 des Mémoires de la société littéraire de Ravenne.
- Un Cours droit civil.